# Inge I de Suecia
Inge I o Inge Stenkilsson (1047-1111/1112) fue rey de Suecia en dos periodos: el primero de 1080 a 1084 aproximadamente, y el segundo de 1087 a 1105 aproximadamente. Durante su reinado se llevó a cabo la cristianización definitiva de Suecia y la unificación temporal del país. 

## Biografía
Hijo del rey Stenkil, en algunas fuentes se asevera que gobernó en diarquía con su hermano, Halsten, durante un corto período, mientras que otras fuentes históricas señalan que Halsten gobernó solo durante algún pequeño tiempo (alrededor de 1066) y después fue retirado del trono al rehusarse a permitir los sacrificios en los ritos paganos.
Inge también fue derrocado por los suecos paganos hacia 1084, pues su condición de cristiano le impedía realizar sacrificios, y fue sustituido, al menos en lo que se refiere a los suecos paganos, por Blot-Sven. Mantuvo, sin embargo, el dominio de Vestrogotia, región poblada por cristianos. En una carta del Papa Gregorio VII de 1081, éste llama a Inge rege wisigothorum, es decir, rey de Vestrogotia, lo que evidencia que había perdido el poder de toda Suecia. 
Inge tenía en sus metas cristianizar toda Suecia aun a la fuerza. Cerca del año 1087, Inge regresó a la Vieja Uppsala con un ejército, asesinó a Blot-Sven e incendió el templo pagano. Poco después recuperó el poder, que se extendió sobre toda Suecia. Era la primera vez, desde la muerte de Stenkil, que el país se unificaba. La vuelta  de Inge al trono supuso el fin de la religión nórdica pagana.
Según Snorri Sturluson, Inge I tomó parte en 1101 en una reunión en Noruega con los reyes Erico I de Dinamarca y Magnus III de Noruega, donde se abordaría la negociación para alcanzar una paz duradera entre los tres reinos nórdicos. De acuerdo a la crónica de Sturluson, la hija de Inge, Margarita, fue dada en matrimonio al rey Magnus III como sello de la alianza.
A petición del papa, Inge fundó el convento de Vreta y comenzó la construcción de una iglesia dentro de los límites del mismo, alrededor del año 1100. Según la tradición, Inge y su esposa, Helena, donaron una parte de las grandes tierras que poseían en la región para la construcción del convento. Una carta papal reconoce a Inge como rey de Suecia: "Ingo gloriosus Suetonum Rex" ("Inge, glorioso rey de los suecos").
No se sabe bien la fecha en que Inge dejó el trono, ni cuándo falleció, ni la causa de su muerte. Diferentes fuentes señalan fechas entre 1103 y 1118. La saga de Hervarar afirma que "Inge dirigió el reino hasta los días de su muerte, cuando adquirió la tuberculosis".
Parece que fue enterrado en el patio de la iglesia de la localidad de Hånger, pero posteriormente, en la primera mitad del siglo XIII, sus restos fueron trasladados a la iglesia del convento de Varnhem. Allí se colocó una lápida por orden de Juan III, donde se indica que Inge falleció a manos de los daneses en Escania. Fue sucedido por sus sobrinos, Inge II y Felipe Halstensson, hijos de Halsten.

## Familia
Casó con Helena, la hermana de Blot-Sven. Tuvo cuatro hijos:
1. Cristina Ingesdotter, esposa del gran duque Mstislav I de Kiev.
2. Ragnvald: identificado por algunas fuentes como el rey Ragnvald Knaphövde. Otras lo señalan como abuelo del noble danés Magnus Henriksen.
3. Margarita Fredkulla: reina consorte de Noruega, esposa de Magnus III. Luego reina consorte de Dinamarca por su segundo matrimonio con Nicolás I.
4. Catalina: esposa del príncipe danés Bjørn Haraldsen. Su hija, Cristina Bjørnsdatter, sería reina consorte de Suecia.